# Nuoto ai Campionati africani di nuoto 2018
Le gare di nuoto ai Campionati africani di nuoto 2018 si disputarono dal 10 al 16 settembre 2018, presso il Complesso olimpico Mohamed Boudiaf di Algeri in Algeria.

## Podi

### Uomini
| Evento                          | Oro | Perform. | Argento | Perform. | Bronzo | Perform. |
| Stile libero                    | |          | |          | |          |
| 50 m (dettagli)                 | Ali Khalafalla                                                                                           | 22"51    | Bradley Vincent | 22"86    | Abdelrahman Sameh | 23"03    |
| 100 m (dettagli)                | Mohamed Samy                                                                                             | 49"39    | Ali Khalafalla | 49"89    | Bradley Vincent | 50"24    |
| 200 m (dettagli)                | Mohamed Samy                                                                                             | 1'49"62  | Marwan Elkamash | 1'49"88  | Mohamed Aziz Ghaffari | 1'50"07  |
| 400 m (dettagli)                | Marwan Elkamash                                                                                          | 3'51"12  | Marwan El-Amrawy | 3'55"52  | Mohamed Aziz Ghaffari | 3'56"68  |
| 800 m (dettagli)                | Marwan Elkamash                                                                                          | 8'02"37  | Marwan El-Amrawy | 8'07"42  | Ahmed Ayoub Hafnaoui | 8'08"74  |
| 1500 m (dettagli)               | Marwan Elkamash                                                                                          | 15'26"40 | Marwan El-Amrawy | 15'32"23 | Ahmed Ayoub Hafnaoui | 15'45"46 |
| Dorso                           | |          | |          | |          |
| 50 m (dettagli)                 | Mohamed Samy                                                                                             | 25"49    | Jacques van Wyk | 25"90    | Abdellah Ardjoune | 26"54    |
| 100 m (dettagli)                | Mohamed Samy                                                                                             | 55"49    | Jacques van Wyk | 55"54    | Ali Khalafalla | 56"70    |
| 200 m (dettagli)                | Mohamed Ryad Bouhamidi                                                                                   | 2'05"13  | Jacques van Wyk | 2'05"76  | Mohamed Samy | 2'06"88  |
| Rana                            | |          | |          | |          |
| 50 m (dettagli)                 | Youssef El-Kamash                                                                                        | 28"04    | Wassim Elloumi | 28"25 =  | Alaric Basson | 28"42    |
| 100 m (dettagli)                | Wassim Elloumi                                                                                           | 1'01"26  | Youssef El-Kamash Alaric Basson | 1'01"54  | Non attribuita |          |
| 200 m (dettagli)                | Ayrton Sweeney                                                                                           | 2'14"04  | Wassim Elloumi | 2'15"76  | Alaric Basson | 2'16"16  |
| Farfalla                        | |          | |          | |          |
| 50 m (dettagli)                 | Abdelrahman Sameh                                                                                        | 23"71    | Ali Khalafalla | 24"10    | Yusuf Tibazi | 24"11    |
| 100 m (dettagli)                | Mohamed Samy                                                                                             | 53"72    | Yusuf Tibazi | 54"20    | Ralph Goveia | 54"53    |
| 200 m (dettagli)                | Marwan Elkamash                                                                                          | 2'00"96  | Ruan Breytenbach | 2'01"20  | Said Saber | 2'02"49  |
| Misti                           | |          | |          | |          |
| 200 m (dettagli)                | Mohamed Samy                                                                                             | 2'01"21  | Ayrton Sweeney | 2'02"16  | Moncef Aymen Balamane | 2'05"23  |
| 400 m (dettagli)                | Ayrton Sweeney                                                                                           | 4'21"69  | Ruan Breytenbach | 4'25"80  | Ahmed Hamdi | 4'26"73  |
| Staffette                       | |          | |          | |          |
| 4x100 m stile libero (dettagli) | Egitto Abdelrahman Sameh (51.42) Marwan Elkamash (50.91) Mohamed Samy (49.88) Ali Khalafalla (49.40)     | 3:21.61  | Sudafrica Jacques van Wyk (51.60) Matthew Bowers (52.21) Alaric Basson (51.71) Ayrton Sweeney (51.28)                               | 3:26.80  | Tunisia Mohamed Mehdi Agili (51.72) Ahmed Ayoub Hafnaoui (52.55) Mohamed Ali Chaouchi (53.03) Mohamed Aziz Ghaffari (50.62) | 3:27.92  |
| 4x200 m stile libero (dettagli) | Egitto Marwan El-Amrawy (1:51.24) Marwan Elkamash (1:49.81) Ahmed Hamdy (1:53.20) Mohamed Samy (1:53.85) | 7:28.10  | Tunisia Mohamed Mehdi Agili (1:51.44) Mohamed Ali Chaouchi (1:55.74) Ahmed Ayoub Hafnaoui (1:53.21) Mohamed Aziz Ghaffari (1:51.16) | 7:31.55  | Sudafrica Ruan Breytenbach (1:56.78) Alaric Basson (1:55.03) Ayrton Sweeney (1:51.75) Alard Basson (1:54.63)                | 7:38.19  |
| 4x100 m misti (dettagli)        | Egitto Mohamed Samy Youssef Elkamash Marwan Elkamash Ali Khalafalla                                      | 3:42.87  | Sudafrica Jacques van Wyk Alaric Basson Alard Basson Ayrton Sweeney                                                                 | 3:43.21  | Algeria Abdallah Ardjoune Moncef Aymen Balamane Lounis Khendriche Mehdi Nazim Benbara                                       | 3:48.26  |

### Donne
| Evento                          | Oro | Perform. | Argento                                                                                        | Perform. | Bronzo | Perform. |
| Stile libero                    | |          |                                                                                                |          | |          |
| 50 m (dettagli)                 | Farida Osman                                                                                               | 25"11    | Erin Gallagher                                                                                 | 25"17    | Amel Melih | 26"15    |
| 100 m (dettagli)                | Erin Gallagher                                                                                             | 54"79    | Farida Osman                                                                                   | 56"80    | Nesrine Medjahed                                                                                                   | 58"09    |
| 200 m (dettagli)                | Hania Moro                                                                                                 | 2'04"46  | Jessica Whelan                                                                                 | 2'06"14  | Janie Coetzer | 2'07"08  |
| 400 m (dettagli)                | Hania Moro                                                                                                 | 4'21"76  | Jessica Whelan                                                                                 | 4'23"76  | Souad Cherouati | 4'24"42  |
| 800 m (dettagli)                | Hania Moro                                                                                                 | 8'56"95  | Souad Cherouati                                                                                | 9'01"68  | Janie Coetzer | 9'12"79  |
| 1500 m (dettagli)               | Hania Moro                                                                                                 | 17'15"45 | Souad Cherouati                                                                                | 17'21"41 | Samantha Randle | 17'25"08 |
| Dorso                           | |          |                                                                                                |          | |          |
| 50 m (dettagli)                 | Erin Gallagher                                                                                             | 29"04    | Samiha Mohsen                                                                                  | 29"51    | Amel Melih | 29"67    |
| 100 m (dettagli)                | Samiha Mohsen                                                                                              | 1'04"19  | Hannah Kiely                                                                                   | 1'04"53  | Hiba Fahsi | 1'05"98  |
| 200 m (dettagli)                | Samantha Randle                                                                                            | 2'17"15  | Hannah Kiely                                                                                   | 2'22"01  | Hiba Fahsi | 2'22"18  |
| Rana                            | |          |                                                                                                |          | |          |
| 50 m (dettagli)                 | Lara van Niekerk                                                                                           | 31"99    | Tilka Paljk                                                                                    | 32"15    | Jade Simons | 33"10    |
| 100 m (dettagli)                | Lara van Niekerk                                                                                           | 1'11"13  | Rowaida Hesham                                                                                 | 1'12"01  | Jade Simons | 1'12"19  |
| 200 m (dettagli)                | Lara van Niekerk                                                                                           | 2'35"25  | Rowaida Hesham                                                                                 | 2'38"99  | Hamida Rania Nefsi                                                                                                 | 2'40"10  |
| Farfalla                        | |          |                                                                                                |          | |          |
| 50 m (dettagli)                 | Farida Osman                                                                                               | 26"16    | Erin Gallagher                                                                                 | 26"64    | Amel Melih | 27"52    |
| 100 m (dettagli)                | Farida Osman                                                                                               | 59"03    | Erin Gallagher                                                                                 | 1'00"45  | Nesrine Medjahed                                                                                                   | 1'04"75  |
| 200 m (dettagli)                | Rowaida Hesham                                                                                             | 2'20"25  | Hamida Rania Nefsi                                                                             | 2'21"59  | Jessica Whelan | 2'22"79  |
| Misti                           | |          |                                                                                                |          | |          |
| 200 m (dettagli)                | Jessica Whelan                                                                                             | 2'19"91  | Hamida Rania Nefsi                                                                             | 2'21"72  | Farah Ben Khelil                                                                                                   | 2'21"76  |
| 400 m (dettagli)                | Hamida Rania Nefsi                                                                                         | 4'56"96  | Samantha Randle                                                                                | 4'59"75  | Jessica Whelan | 5'00"66  |
| Staffette                       | |          |                                                                                                |          | |          |
| 4x100 m stile libero (dettagli) | Sudafrica Lesley Blignaut (59.86) Hannah Kiely (58.67) Janie Coetzer (59.34) Erin Gallagher (54.76)        | 3:52.63  | Egitto Hania Moro (59.06) Rowida Hesham (1:02.36) Samiha Mohsen (58.65) Farida Osman (55.20)   | 3:55.27  | Algeria Nesrine Medjahed (57.98) Hamida Rania Nefsi (1:00.26) Souad Nafissa Cherouati (1:00.33) Amel Melih (57.08) | 3:55.65  |
| 4x200 m stile libero (dettagli) | Sudafrica Jessica Whelan (2:08.08) Janie Coetzer (2:06.89) Tori Oliver (2:12.89) Erin Gallagher (2:02.03)  | 8:29.89  | Algeria Amel Melih Majda Chebaraka Hamida Rania Nefsi Nesrine Medjahed                         | 8:33.30  | Tunisia Menna Kchouk (2:11.78) Alia Gara (2:20.38) Habiba Belghith (2:14.34) Farah Benkhelil (2:18.90)             | 9:05.40  |
| 4x100 m misti (dettagli)        | Sudafrica Hannah Kiely (1:04.94) Lara van Niekerk (1:10.40) Erin Gallagher (58.55) Lesley Blignaut (58.94) | 4:12.83  | Egitto Samiha Mohsen (1:04.39) Rowida Hesham (1:13.18) Farida Osman (59.41) Hania Moro (58.98) | 4:15.96  | Algeria Imene Kawthar Zitouni (1:09.06) Hamida Rania Nefsi (1:15.80) Nesrine Medjahed (1:04.53) Amel Melih (57.07) | 4:26.46  |

### Misti
| Evento                          | Oro | Perform. | Argento | Perform. | Bronzo | Perform. |
| Staffette                       | |          | |          | |          |
| 4x100 m stile libero (dettagli) | Egitto Ali Khalafalla (50.84) Samiha Mohsen (1:00.37) Farida Osman (56.58) Mohamed Samy (49.15)        | 3:36.94  | Sudafrica Jacques van Wyk (51.08) Alaric Basson (51.58) Erin Gallagher (55.02) Hannah Kiely (59.36) Matthew Bowers Lesley Blignaut Janie Coetzer Ayrton Sweeney | 3:37.04  | Algeria Aimen Benabid (52.77) Mehdi Nazim Benbara (51.23) Nesrine Medjahed (59.48) Amel Melih (56.91)                                  | 3:40.39  |
| 4x100 m misti (dettagli)        | Egitto Samiha Mohsen (1:04.65) Youssef El-Kamash (1:01.45) Farida Osman (1:00.31) Mohamed Samy (49.47) | 3:55.88  | Algeria Abdellah Ardjoune (57.07) Moncef Aymen Balamane (1:03.00) Nesrine Medjahed (1:05.76) Amel Melih (56.96)                                                 | 4:02.79  | Tunisia Farah Ben Khelil (1:06.88) Wassim Elloumi (1:01.00) Alia Gara (1:06.56) Mohamed Mehdi Agili (51.17) Adnane Beji Haythem Mbarki | 4:05.61  |

## Medagliere
La nazione ospitante è evidenziata
| Posizione | Paese     | Oro | Argento | Bronzo | Totale |
| --------- | --------- | --- | ------- | ------ | ------ |
| 1         | Egitto    | 27  | 13      | 4      | 44     |
| 2         | Sudafrica | 12  | 18      | 10     | 40     |
| 3         | Algeria   | 2   | 6       | 13     | 21     |
| 4         | Tunisia   | 1   | 3       | 8      | 12     |
| 5         | Marocco   | 0   | 1       | 4      | 5      |
| 6         | Mauritius | 0   | 1       | 1      | 2      |
| 6         | Zambia    | 0   | 1       | 1      | 2      |
| Totale    | Totale    | 42  | 43      | 41     | 126    |